# Be My Guest
Be My Guest è un singolo della cantante ucraina Gaitana, pubblicato nel marzo 2012.

## Descrizione
La canzone è stata scritta da Gaitana e Kiwi Project.
Con questo brano, la cantante ha partecipato in rappresentanza dell'Ucraina all'Eurovision Song Contest 2012 tenutosi a Baku.

## Tracce
1. Be My Guest - 3:00